# Felix Loetscher

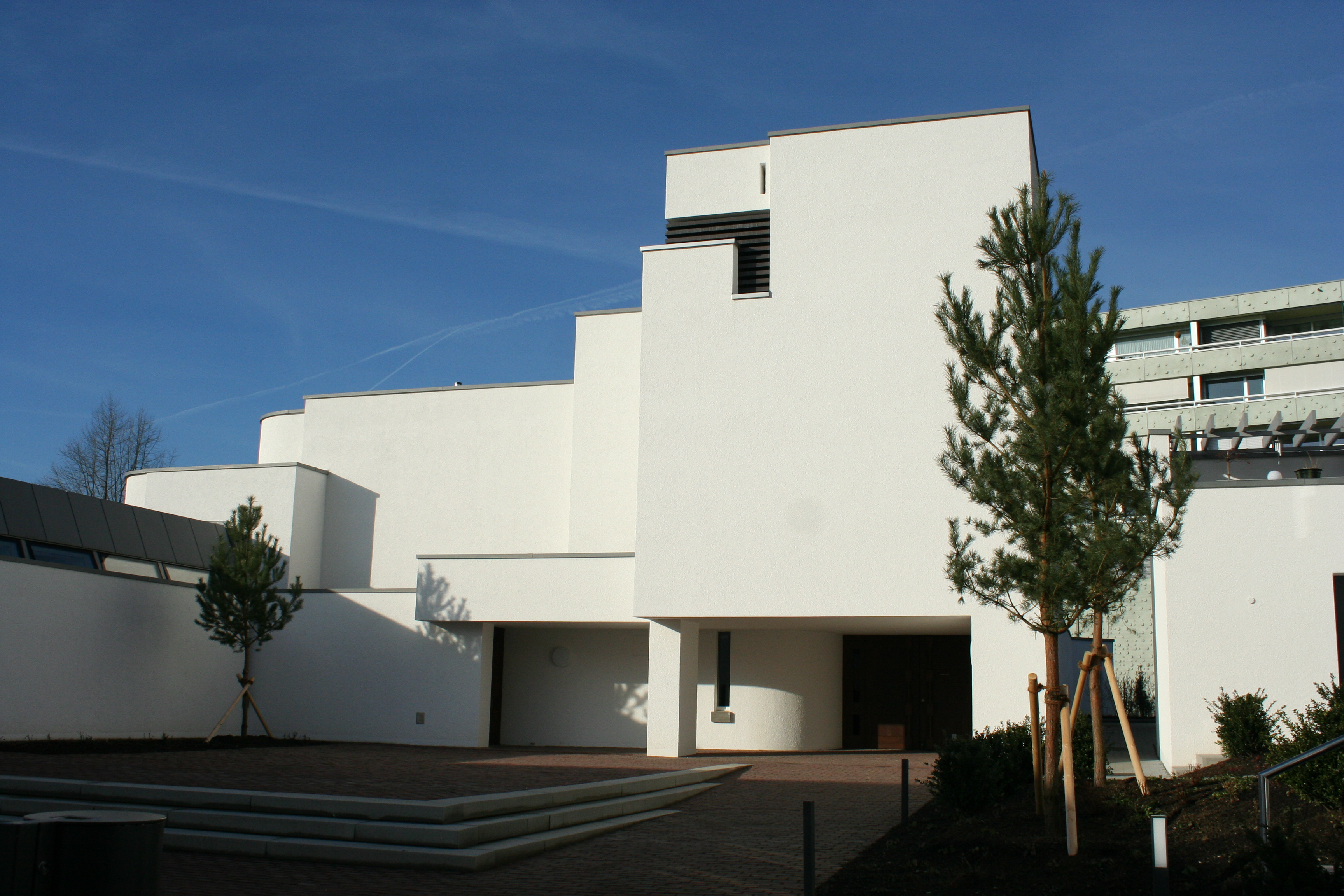
Kirche St. Ulrich Winterthur-Rosenberg, 1971

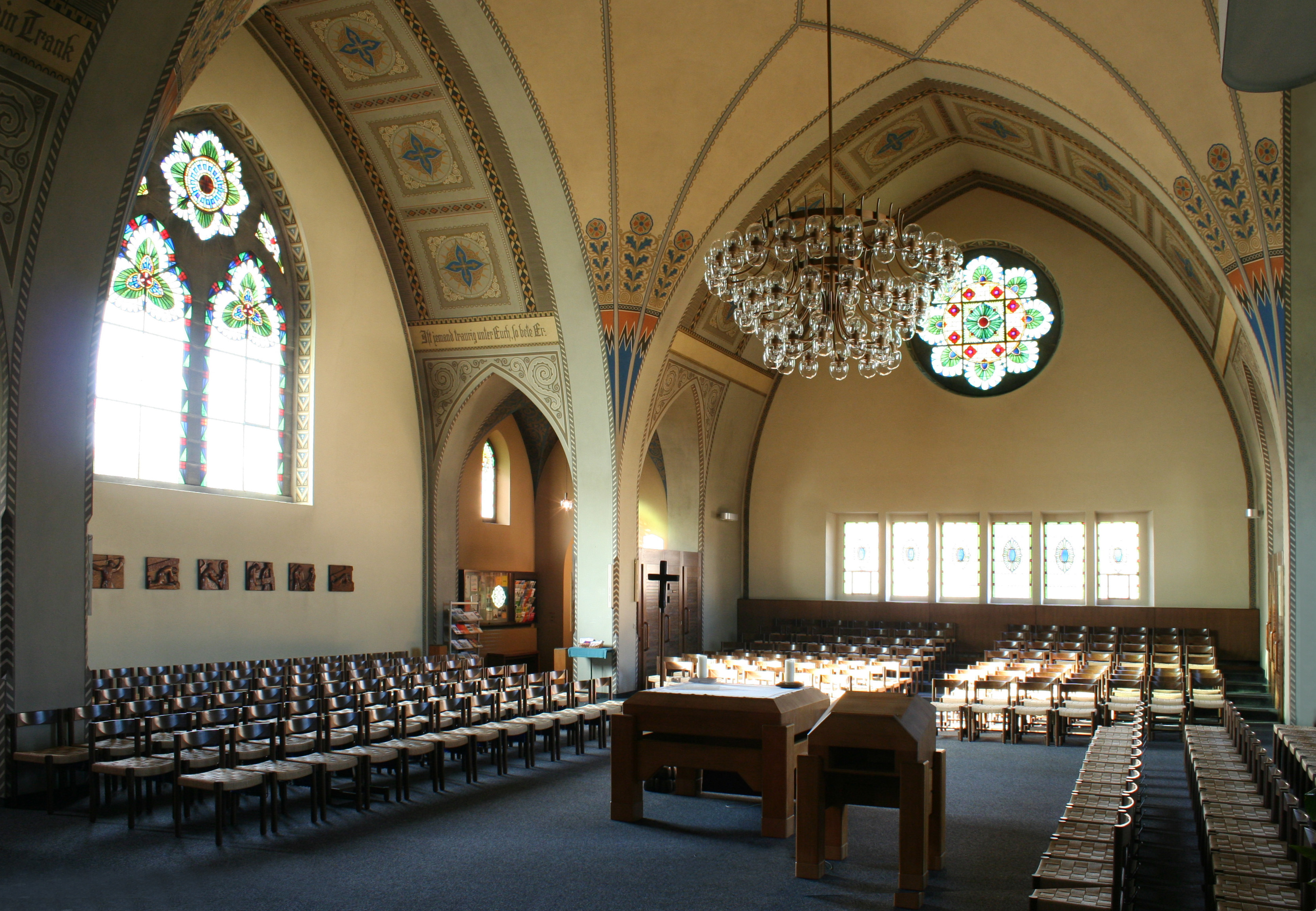
Neugestaltung Kirche St. Josef Winterthur-Töss, 1977

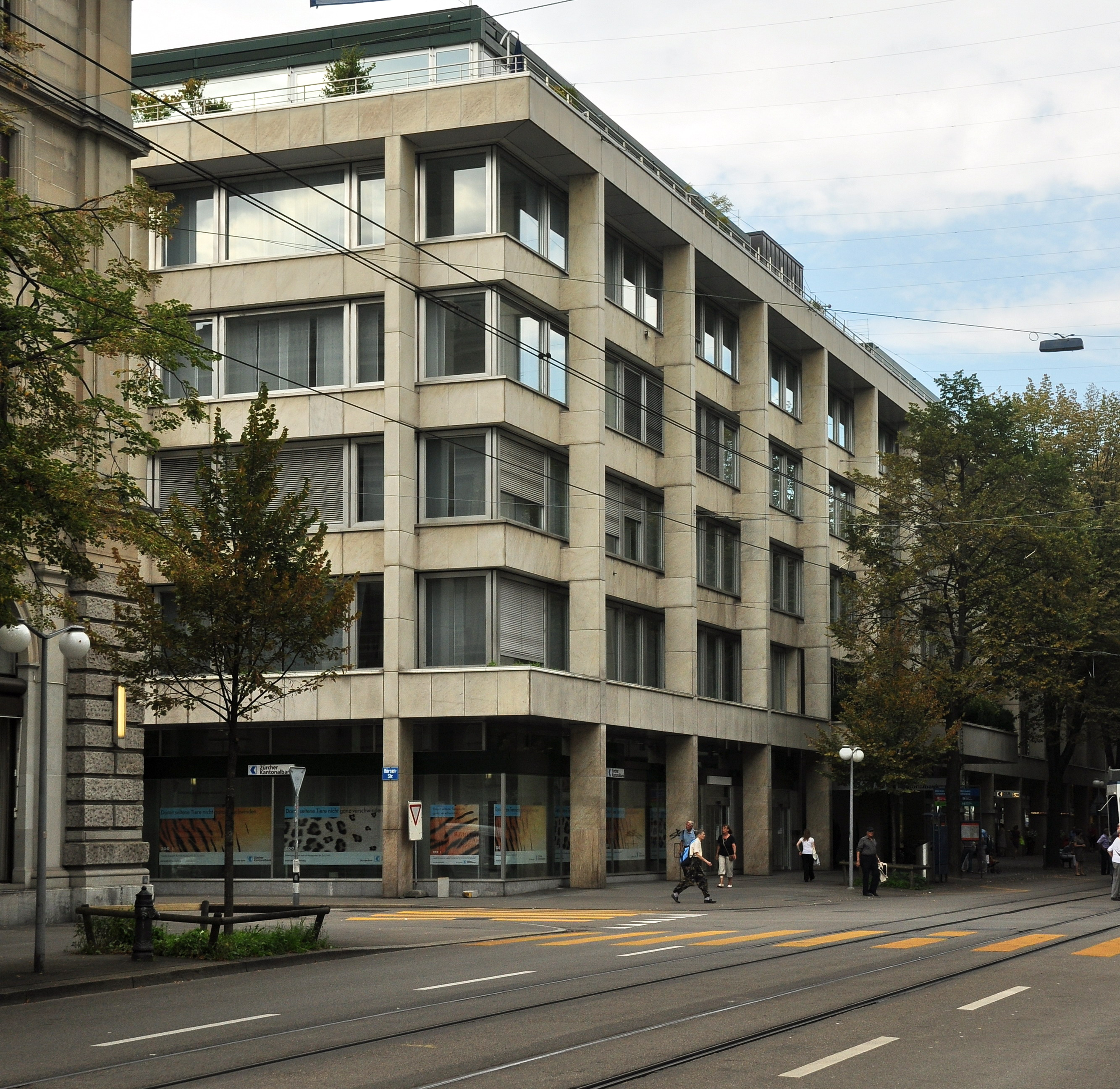
Erweiterung Zürcher Kantonalbank, 1980

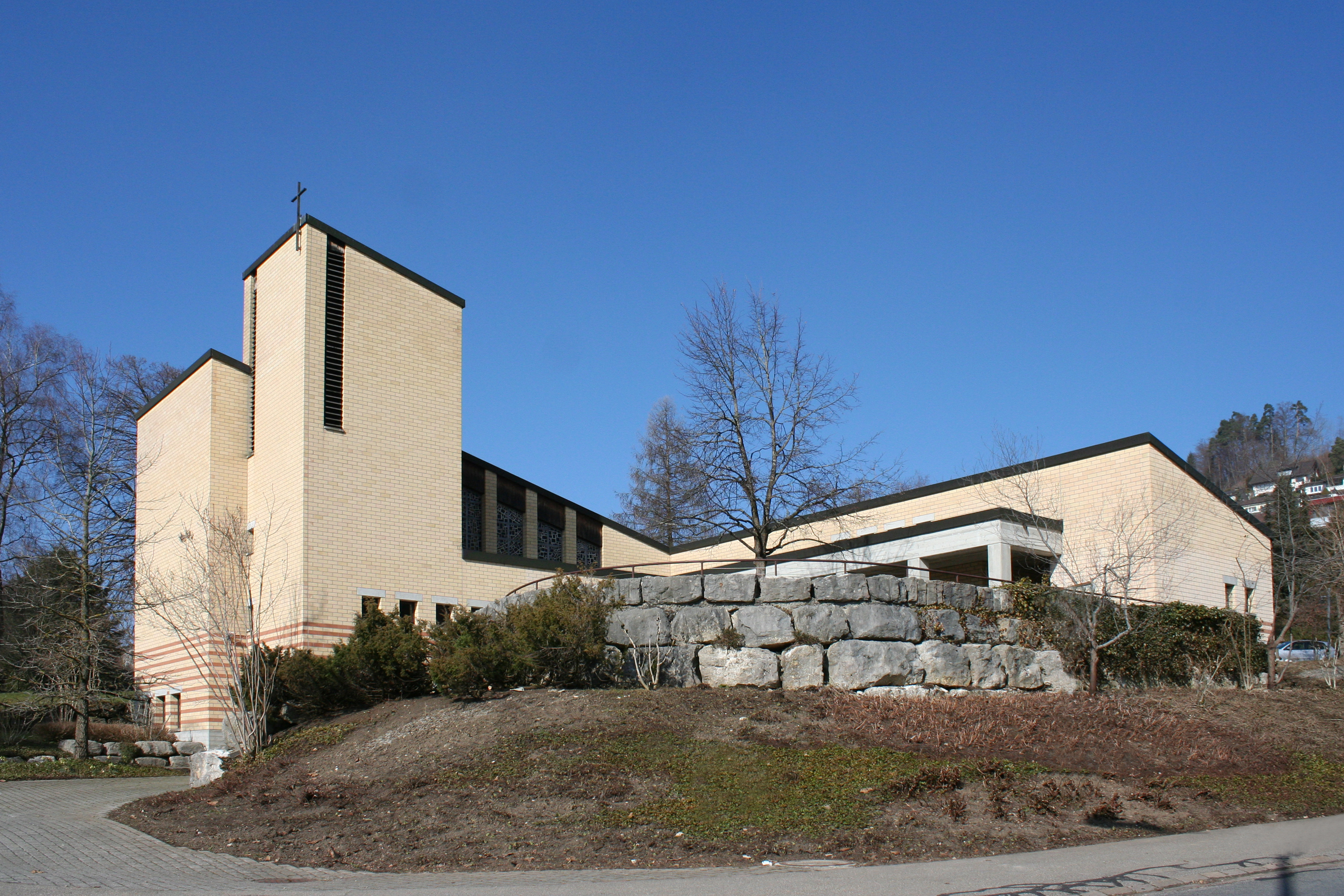
Kirche Bruder Klaus Bäretswil, 1990

Felix Loetscher (* 14. Mai 1934 in Winterthur; † 21. Januar 2021) war ein Schweizer Architekt, der sich im Bereich des modernen katholischen Kirchenbaus in der Schweiz profilierte. Als Handballtorhüter wurde er mit Pfadi Winterthur Cupsieger.

## Leben und Werk
Felix Loetscher absolvierte zunächst eine Lehre als Bauzeichner. Danach studierte er am Technikum Winterthur Architektur, das Studium schloss er 1958 mit dem Diplom ab.
Loetscher spielte aktiv Handball. Bei Pfadi Winterthur trat er als Torhüter die Nachfolge von Göpf Egg im Tor der Winterthurer an. Mit Pfadi wurde er Cupsieger und erhielt auch zweimal ein Aufgebot für die Nationalmannschaft, die er jedoch aus Zeitgründen ablehnte.
Auf eine Studienreise in Finnland folgte in den Jahren 1959 bis 1960 in Ostafrika ein Einsatz als Architekt in der Entwicklungszusammenarbeit. 1961 gründete er zusammen mit Robert Tanner das Architekturbüro Tanner und Loetscher mit Sitz in Winterthur. Zwischen 1961 und 1991 nahmen Felix Loetscher und Robert Tanner an 134 öffentlichen Architekturwettbewerben teil; sie erhielten dabei 95 Preise, davon 32 erste Preise mit anschliessender Realisierung ihrer Projekte. 1973 wurde Felix Loetscher in den BSA aufgenommen.

## Bauten (Auswahl)
Schwerpunkte des architektonischen Schaffens von Felix Loetscher waren der Bau von Kirchen, Banken, Altersheimen, Schulen sowie Wohn- und Geschäftsbauten.
- 1969 Hauptsitz der Thurgauer Kantonalbank, Weinfelden
- 1969 Pfarreizentrum und Pfarrhaus St. Josef Winterthur-Töss
- 1969–1971 Kirche St. Ulrich Winterthur-Rosenberg
- 1970–1972 Kirche St. Martin Seuzach
- 1975 Hauptsitz der Hypothekarbank Lenzburg
- 1976–1977 Kirche St. Josef Winterthur-Töss, Neugestaltung der Kirche
- 1979–1980 Kirche St. Petrus Embrachertal
- 1980 Erweiterung Hauptsitz Zürcher Kantonalbank, Zürich
- 1980–1981 Kirche St. Stefan Wiesendangen
- 1986 Alterszentrum Brühlgut, Winterthur
- 1981–1995 Justizvollzugsanstalt Pöschwies in Regensdorf
- 1989–1990 Kirche Bruder Klaus Bäretswil
- 1988–1992 Rechenzentrum Winterthur-Versicherung, Winterthur
- 1992 Reformierte Kirche Wettswil